# Витлицкий, Иван Иванович
Иван Иванович Витлицкий (1936—2002) — советский шахтёр, бригадир комплексной бригады механизаторов шахты «Красный Профинтерн», Герой Социалистического Труда.

## Биография
Родился в 1936 году.
Звание Героя Социалистического Труда присвоено 5 марта 1976 года за выдающиеся успехи в выполнении девятого пятилетнего плана и социалистических обязательств по добыче угля и достижения высоких технико-экономических показателей.
Умер в 2002 году.

## Награды
- Медаль «Серп и Молот» (5 марта 1976);
- Орден Ленина (5 марта 1976);
- Почётный гражданин Енакиево.